# Skate Canada International de 1975
O Skate Canada International de 1975 foi a terceira edição do Skate Canada International, um evento anual de patinação artística no gelo organizado pelo Skate Canada. A competição foi disputada na cidade de Edmonton, Alberta, Canadá.

## Eventos
- Individual masculino
- Individual feminino
- Dança no gelo

## Medalhistas
| Evento                        | Ouro                                                    | Prata                                      | Bronze                                      |
| Individual masculino detalhes | Toller Cranston · Canadá                                | Ron Shaver · Canadá                        | Terry Kubicka · Estados Unidos              |
| Individual feminino detalhes  | Susanna Driano · Itália                                 | Kath Malmberg · Estados Unidos             | Emi Watanabe · Japão                        |
| Dança no gelo detalhes        | Natalia Linichuk · Gennadi Karponosov · União Soviética | Barbara Berezowski · David Porter · Canadá | Matilde Ciccia · Lamberto Ceserani · Itália |

## Resultados

### Individual masculino
| Pos.              | Nome            | Nacionalidade  |
| ----------------- | --------------- | -------------- |
| Medalha de ouro   | Toller Cranston | Canadá         |
| Medalha de prata  | Ron Shaver      | Canadá         |
| Medalha de bronze | Terry Kubicka   | Estados Unidos |
| 4                 |                 |                |
| 5                 |                 |                |
| 6                 |                 |                |
| 7                 |                 |                |
| 8                 |                 |                |
| 9                 |                 |                |
| 10                |                 |                |
| 11                |                 |                |
| 12                | Kevin Hicks     | Canadá         |
| ...               |                 |                |

### Individual feminino
| Pos.              | Nome            | Nacionalidade  |
| ----------------- | --------------- | -------------- |
| Medalha de ouro   | Susanna Driano  | Itália         |
| Medalha de prata  | Kath Malmberg   | Estados Unidos |
| Medalha de bronze | Emi Watanabe    | Japão          |
| 4                 | Susan MacDonald | Canadá         |
| 5                 |                 |                |
| 6                 | Camille Rebus   | Canadá         |
| ...               |                 |                |

### Dança no gelo
| Pos.              | Nome                                  | Nacionalidade   |
| ----------------- | ------------------------------------- | --------------- |
| Medalha de ouro   | Natalia Linichuk / Gennadi Karponosov | União Soviética |
| Medalha de prata  | Barbara Berezowski / David Porter     | Canadá          |
| Medalha de bronze | Matilde Ciccia / Lamberto Ceserani    | Itália          |
| 4                 |                                       |                 |
| 5                 |                                       |                 |
| 6                 | Susan Carscallen / Eric Gillies       | Canadá          |
| 7                 |                                       |                 |
| 8                 | Lorna Wighton / John Dowding          | Canadá          |
| ...               |                                       |                 |

## Quadro de medalhas
| Ordem | País            | Medalha de ouro | Medalha de prata | Medalha de bronze |   | Ordem por total |
| ----- | --------------- | --------------- | ---------------- | ----------------- | - | --------------- |
| 1     | Canadá          | 1               | 2                |                   | 3 | 1               |
| 2     | Itália          | 1               |                  | 1                 | 2 | 2               |
| 3     | União Soviética | 1               |                  |                   | 1 | 4               |
| 4     | Estados Unidos  |                 | 1                | 1                 | 2 | 2               |
| 5     | Japão           |                 |                  | 1                 | 1 | 4               |
| TOTAL | TOTAL           | 3               | 3                | 3                 | 9 | —               |